# Toxidia
Toxidia is een geslacht van vlinders van de familie dikkopjes (Hesperiidae), uit de onderfamilie Trapezitinae.

## Soorten
- T. andersoni (Kirby, 1893)
- T. arfakensis (Joicey & Talbot, 1917)
- T. doubledayi (Felder, 1862)
- T. inornatus (Butler, 1883)
- T. melania (Waterhouse, 1903)
- T. parvulus (Plötz, 1884)
- T. peron (Latreille, 1824)
- T. rietmanni (Semper, 1879)
- T. thyrrhus Mabille, 1891